# Araneus angulatus niger
Araneus angulatus niger is een spinnenondersoort in de taxonomische indeling van de wielwebspinnen (Araneidae).
Het dier behoort tot het geslacht Araneus. De wetenschappelijke naam van de soort werd voor het eerst geldig gepubliceerd in 1918 door Pelegrin Franganillo-Balboa.